# پایتخت جدید اداری مصر
پایتخت جدید اداری (به عربی:  العاصمة الإدارية الجديدة) یک پروژه بزرگ در مصر است که از سال ۲۰۱۵ در دست اجرا بوده‌است.
پایتخت جدید اداری در ۴۵ کیلومتری شرق قاهره واقع شده و قرار است سرریز جمعیت این شهر را به خود جذب کند. محل ساخت این شهر، بیابانی در کنار کمربندی دوم بزرگ قاهره و در نیمه‌راه قاهره به بندر سوئز است.
پایتخت جدید اداری شهر جدیدی است که قرار است ۶ و نیم میلیون نفر جمعیت داشته باشد و ساختمان‌های دولتی مصر نیز قرار است از قاهره به این مکان منتقل شوند.
در این شهر جدید قرار است بیشتر وزارتخانه‌ها، سفارتخانه‌ها و ادارات اصلی جا بگیرند. مساحت کل پایتخت جدید اداری ۷۰۰ کیلومتر مربع برآورد شده‌است. گفته می‌شود که نام این شهر جدید قرار است وِدیان انتخاب شود که جمع وادی در گویش عربی مصری است.
فکر ساخت این شهر از عبدالفتاح السیسی، رئیس‌جمهور مصر، است و این پروژه به دستور او اجرا می‌شود. اولین ادارات دولتی از سال ۲۰۱۹ آغاز به نقل مکان به این شهر جدید کرده‌اند.

## دلیل ساخت
به گفته دولت مصر ترافیک شدید قاهره و ازدحام بیش از حد این شهر و جمعیت آن که قرار است در دهه‌های آینده دو برابر شود دلیل تصمیم دولت برای ساخت پایتخت جدید اداری است. جمعیت کنونی قاهره در حدود ۲۰ میلیون نفر است.
بنا بر برنامه‌ها ، انتقال مجلس مصر، کاخ‌های ریاست جمهوری، وزارتخانه‌ها و سفارتخانه‌ها قرار است بین سال ۲۰۲۰ تا ۲۰۲۲ تکمیل شود. هزینه این کار ۴۵ میلیارد دلار برآورد شده‌است. هزینه کل پروژه ساخت این شهر زمان تکمیل کامل آن اعلام نشده‌است.

## امکانات
این شهر جدید قرار است ۲۱ محله مسکونی و ۲۵ محله ویژه داشته باشد. در مرکز شهر آن نیز چندین آسمان‌خراش و ساختمان بلند در حال ساخت است. بوستانی دو برابر اندازه پارک مرکزی شهر نیویورک، دریاچه‌های مصنوعی، حدود ۲۰۰۰ مؤسسه آموزشی، یک پارک فناوری، ۶۶۳ بیمارستان و درمانگاه، ۱۲۵۰ مسجد و کلیسا، ۴۰۰۰۰ اتاق هتل، یک پارک موضوعی به وسعت ۴ برابر دیسنی‌لند، ۹۰ کیلومتر مربع مزرعه انرژی خورشیدی و یک راه‌آهن برقی که از این شهر به قاهره و فرودگاه بین‌المللی می‌رود از امکانات در حال ساخت برای پایتخت جدید اداری مصر است.